# ぬすまれた放課後
『ぬすまれた放課後』（ぬすまれたほうかご）は、松本洋子/作画・赤川次郎/原作による日本の漫画作品。
『なかよし』（講談社）にて1985年12月号から1986年8月号まで連載された。単行本は同社の講談社コミックスなかよしより全2巻。1998年には講談社漫画文庫より文庫版全1巻が刊行された。赤川の小説『死者の学園祭』を漫画化した作品。

## 書誌情報
- 松本洋子・赤川次郎 『ぬすまれた放課後』 講談社〈講談社コミックスなかよし〉、全2巻
  1. 1987年3月6日第1刷発行、ISBN 4-06-178564-8
  2. 1987年4月6日第1刷発行、ISBN 4-06-178567-2

  - 2巻には読み切り作品「閉じられた森」が同時収録されている。
- 松本洋子・赤川次郎 『ぬすまれた放課後』 講談社〈講談社漫画文庫〉、1998年11月12日第1刷発行、ISBN 4-06-260485-X
  - 「松本洋子ミステリー傑作選（2）」として刊行された。